# Trichosalpinx inquisiviensis
Trichosalpinx inquisiviensis là một loài thực vật có hoa trong họ Lan. Loài này được (Luer & R.Vásquez) Luer miêu tả khoa học đầu tiên năm 1983.